# Елеонора фон Саксония-Айзенах
Елеонора Ердмута Луиза фон Саксония-Айзенах (на немски: Eleonore Erdmuthe L(o)uise von Sachsen-Eisenach; * 13 април 1662, Фридевалд; † 9 септември 1696, дворец Преч, Преч) от ернестинските Ветини, е принцеса от Саксония-Айзенах и чрез женитби маркграфиня на Бранденбург-Ансбах (4 ноември 1681 – 22 март 1686) и курфюрстиня на Саксония (17 април 1692 – 27 април 1694).

## Живот
Тя е дъщеря на херцог Йохан Георг I фон Саксония-Айзенах (1634 – 1686) и графиня Йоханета фон Сайн-Витгенщайн (1626 – 1701).

Елеонора се омъжва на 4 ноември 1681 г. в Айзенах за маркграф Йохан Фридрих фон Бранденбург-Ансбах (1654 – 1686) от фамилията Хоенцолерн. Тя е втората му съпруга. Раждат им се три деца.
Йохан Фридрих умира през 1686 г. от едра шарка. Наследник в Ансбах става Кристиан Албрехт, синът на Йохан Фридрих от първия му брак. Елеонора е заведена с децата си в Крайлсхайм, където живеят бедно.
На 17 април 1692 г. в Лайпциг Елеонора се омъжва повторно за Йохан Георг IV (1668 – 1694), курфюрст на Саксония от фамилията Ветини (албертинската линия) със съгласието на курфюрст Фридрих I (Прусия). Бракът е много нещастен. Той не се отказва от любовницата си Магдалена Сибила фон Найтшюц (1675 – 1694) и се опитва да я убие. Елеонора и Йохан Георг IV нямат деца, въпреки двете ѝ бременности.
Йохан Георг IV умира през 1694 г. и Елеонора е изпратена с децата си в Преч. Когато става ясно, че синовете на Йохан Георг от първия му брак остават бездетни, нейният син Вилхелм Фридрих става наследствен принц. Вилхелм Фридрих наследява полубрат си Георг Фридрих II фон Бранденбург-Ансбах.
Елеонора умира на 34 години на 9 септември 1696 г. в дворец Преч (днес в Бад Шмидеберг).

## Деца
Елеонора и Йохан Фридрих фон Бранденбург-Ансбах имат три деца:
- Вилхелмина Каролина (1683 – 1737)

∞ 1705 крал Джордж II от Великобритания (1683 – 1760)
- Фридрих Август (*/† 1685)
- Вилхелм Фридрих (1686 – 1723), маркграф на Бранденбург-Ансбах

∞ 1709 принцеса Кристиана Шарлота (1694 – 1729), дъщеря на херцог Фридрих Карл фон Вюртемберг-Винентал